# Ohiya
Ohiya är en ort i Sri Lanka.   Den ligger i provinsen Uvaprovinsen, i den södra delen av landet, 110 km öster om huvudstaden Colombo. Ohiya ligger 1 891 meter över havet och antalet invånare är 352.
Terrängen runt Ohiya är varierad. Runt Ohiya är det ganska tätbefolkat, med 134 invånare per kvadratkilometer. Närmaste större samhälle är Nuwara Eliya, 18,2 km norr om Ohiya. I omgivningarna runt Ohiya växer i huvudsak städsegrön lövskog.